# Tufts Medical Center (Metro de Boston)
Tufts Medical Center es una estación en la línea Naranja y la línea Plata del Metro de Boston. La estación se encuentra localizada en 750 Washington Street en Boston, Massachusetts. La estación Tufts Medical Center fue inaugurada el 4 de mayo de 1897. La Autoridad de Transporte de la Bahía de Massachusetts es la encargada por el mantenimiento y administración de la estación. El servicio de la línea Plata inició el 20 de julio de 2002.

## Descripción
La estación Tufts Medical Center cuenta con 2 plataformas laterales y 2 vías. 

## Conexiones
La estación es abastecida por las siguientes conexiones: 
- Rutas de autobuses: 11, 43, SL5